# USS Portsmouth (1798)
Pour les autres navires du même nom, voir USS Portsmouth.
L’USS Portsmouth est un sloop construit en 1798 avec des fonds des habitants de Portsmouth (New Hampshire), puis acquis par l'United States Navy grâce au Naval Act of 1798. Sous le commandement de Daniel McNeil, il participe activement à la quasi-guerre avec la France, croisant en mer des Caraïbes dans l'escadre du commodore John Barry. 
Au mois d'aout 1799, McNeil est envoyé au large du Surinam, accompagné du brigantin Scammer pour contrer l'action des Français. C'est ainsi qu'il veut s'emparer du corsaire le Hussard, commandé par Marie-Étienne Peltier ancré à Paramaribo. Mais l'arrivée d'une flotte anglaise commandée par le commodore Seymour l'obligera à céder sa prise.
En 1800, il fait route vers la France pour ramener aux États-Unis les envoyés américains qui viennent de signer le Traité de Mortefontaine.
Après une seconde croisière dans les Caraïbes, le Portsmouth retourne à Baltimore où il est vendu en 1801.

## Source
- Tugdual de Langlais, Marie-Étienne Peltier Capitaine corsaire de la République : 1762-1810, Coiffard Éditions, Nantes, 2017, 240 p.
- Naval documents related to the Quasi-War between the United States and France & Naval operations, published under direction of The Honorable Claude A. Swanson, By Autority of Acts of Congress Apprord March 15, 1931, and June 3,1936.
- (en)  Cet article contient du texte publié par le Dictionary of American Naval Fighting Ships dont le contenu se trouve dans le domaine public. La référence peut être lue ici.